# Пірейські скульптури

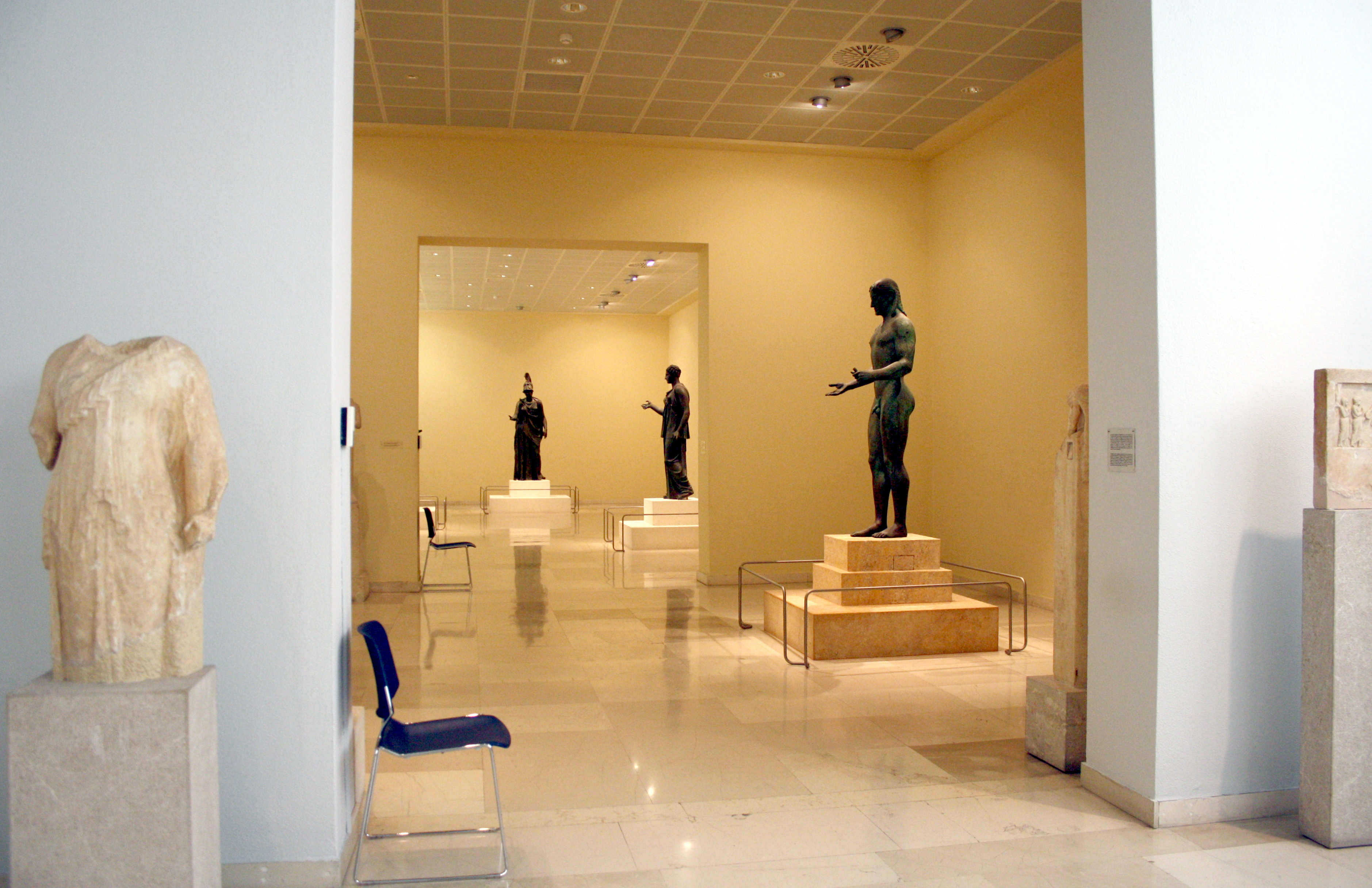
Пірейські скульптури, експоновані в Археологічному музеї Пірея

Пірейські скульптури — випадково знайдені давньогрецькі скульптури, на суходолі в портовому місті Пірей, неподалік від Афін.

## Історія знахідки
Скульптури були знайдені випадково, в портовому місті Пірей в липні 1959 року на розі вулиць Філона та Георга. Тут йшли ремонтні роботи по відновленню асфальту, після ремонту каналізації на глибині приблизно 1,5 метри від поверхні землі провалився ґрунт і відкрив зелені людські руки. Працівники припинили роботу та викликали місцеву поліцію.
Роботи припинили через наявність археологічних знахідок і розпочали розкопки. Місце поблизу сучасної церкви Святої Трійці було мало забудованим через наявність парку. Розкопки проводили під керівництвом професора Йоаннеса Пападімітріу. Тодішнього голови Грецької археологічної служби. Археологічні знахідки лежали на мозаїчній підлозі в суміші бруду, попелу та уламків черепиці. Це дало підстави вважати, що споруда горіла і під час пожежі скульптури були засипані рештками стін і черепичного даху.
Здивування археологів викликала рештка знахідок, що належали різним історичним періодам з розбігом у декілька століть, але в одному конкретному місці.
За найбільш реалістичними гіпотезами події відбулися таким чином. Датування пожежі було встановлено завдяки знайденій в розкопі монеті, котра віднесена до 87-86 років до н. е. З історії відомо, що якраз 86 року до н. е. римський диктатор Луцій Корнелій Сулла з армією захопив та пограбував Афіни, а як військові трофеї переслав у Рим велетенську здобич у вигляді творів мистецтва з усіх куточків пограбованої Греції.
Археолог Еріфіміос Мастрокостас (Erythmios Mastrokostas), що також брав участь в первісних розкопках, запропонував іншу, дещо точнішу, версію. Унікальні скульптури справді могли бути військовою здобиччю Сулли, але первісно накопичувались на складі в порту перед завантаженням на човни. Сталась пожежа, що поховала партію вже завезених в порт скульптур. Руїни складу з уламками стін і черепиці не дослідили ретельно і покинули, а потім забули на два тисячоліття. Так археологічний скарб залишився на власній батьківщині.

## Перелік знайденого
1. Архаїзована фігура куроса, 520 року до н.е. (найстаріша зі знахідок). Скульптура майже двох метрів заввишки (1,91 м) має залишок луку в одній руці та незрозумілі рештки в іншій. Скульптура непогано збережена, але грубо здерта з постаменту, де міг бути напис. Він би пояснив, хто саме зображений — переможець змагань, візничий і його ім'я чи бог. Скульптуру з поспіхом охрестили ім'ям «Аполлон Пірейський».
2. Бронзова скульптура Афіни, висотою 2,35 м. Богиня з опущеною лівою рукою (можливо колись утримувала щит або спис). Права рука простягнута уперед і могла утримувати колись фігурку богині перемоги Ніки). Скульптуру датують IV ст до н. е. За припущеннями ретельно пророблена скульптура могла бути в Пірейському храмі разом зі скульптурою Зевса, описи яких зробив свого часу Павсаній. Останній стверджував, що скульптуру Афіни створив Кефісодот, відомий також тим, що був батьком уславленого скульптора Праксителя.
3. «Велика» скульптура Артеміди. Датована IV ст до н. е.(?), 1,94 м заввишки. За припущеннями її автор — скульптор Евфранор.
4. Бронзова дівчина («маленька Артеміда»), твір роботи невідомого майстра кола Алкмена, 1,55 м заввишки.
5. Мармурова скульптура жінки, тип Артеміди Kindyas, місцева богиня міста Кіндіє в Карії.
6. Велика маска трагічного актора, заввишки 0,45 м.
7. Дві мармурові герми з головою бороданя Гермеса, тип Алкаменіда, обидві висотою 1,43 м.
8. Два бронзових і сплющених щити (частково пошкоджені), один без якихось позначок, другий — із зображенням колісниць.

## Галерея

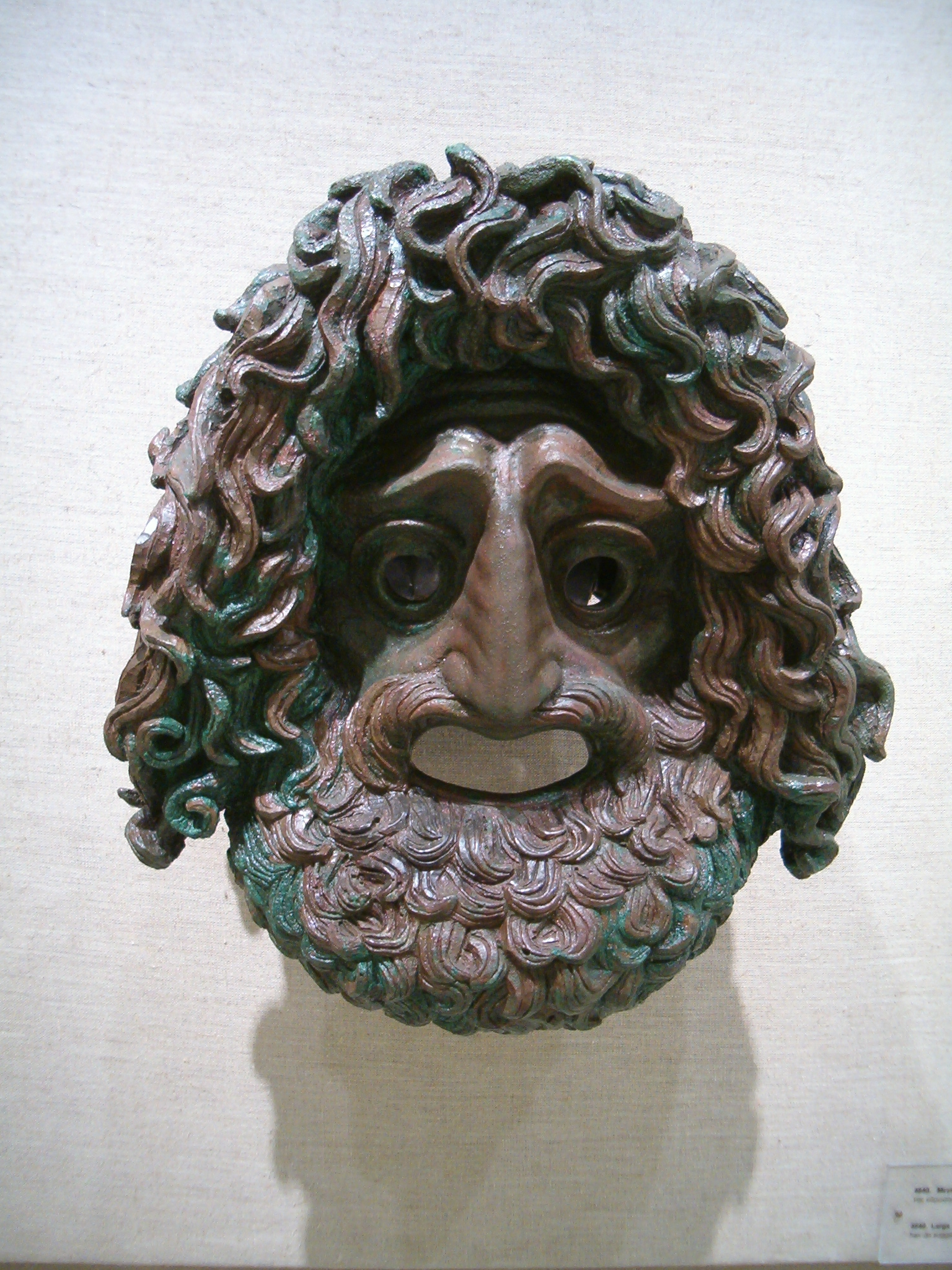
Трагічна маска актора, бронза, знахідка 1959 року. Музей в Піреї, Афіни
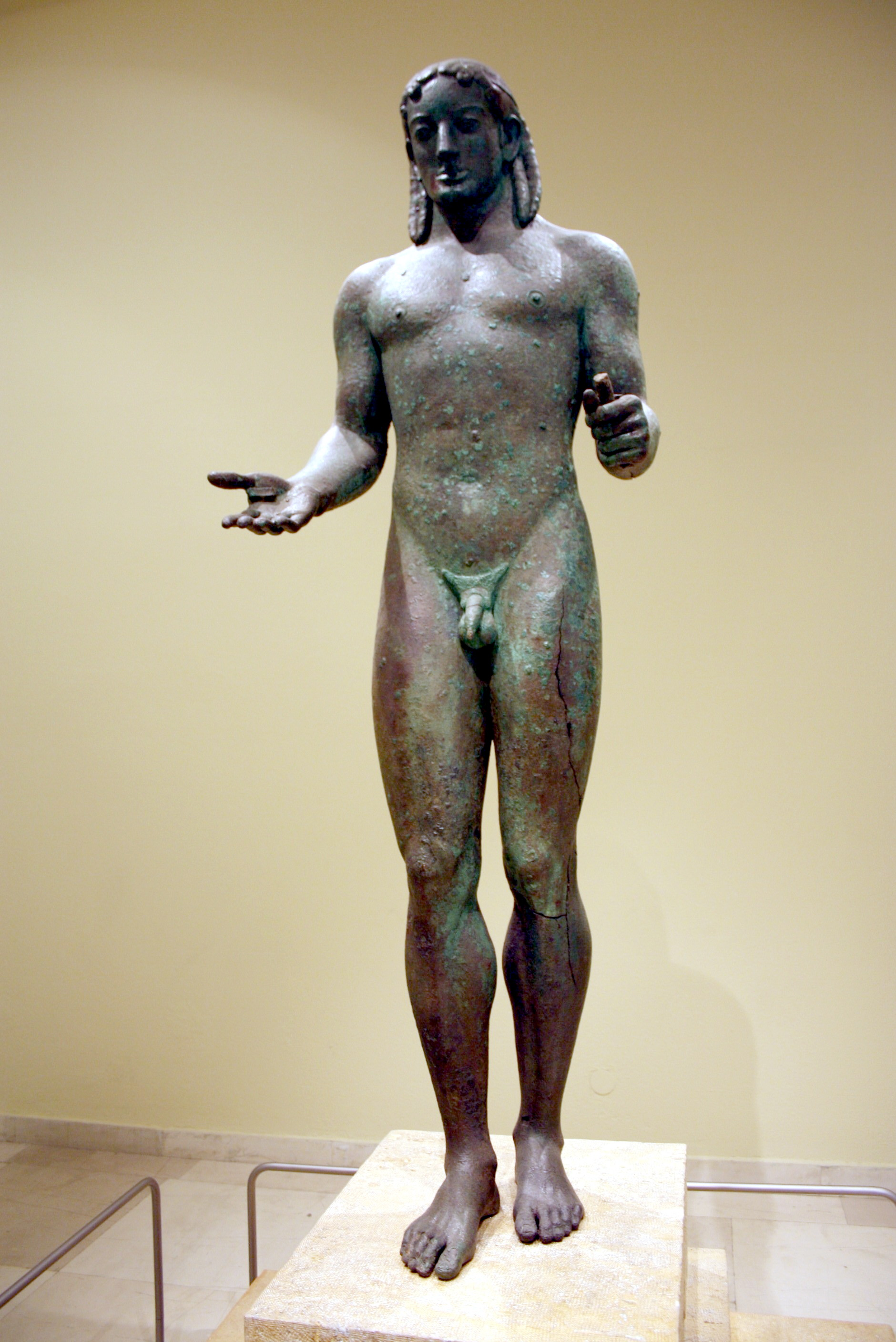
Бронзовий курос або Пірейський Аполлон, знахідка 1959 року. Музей в Піреї, Афіни
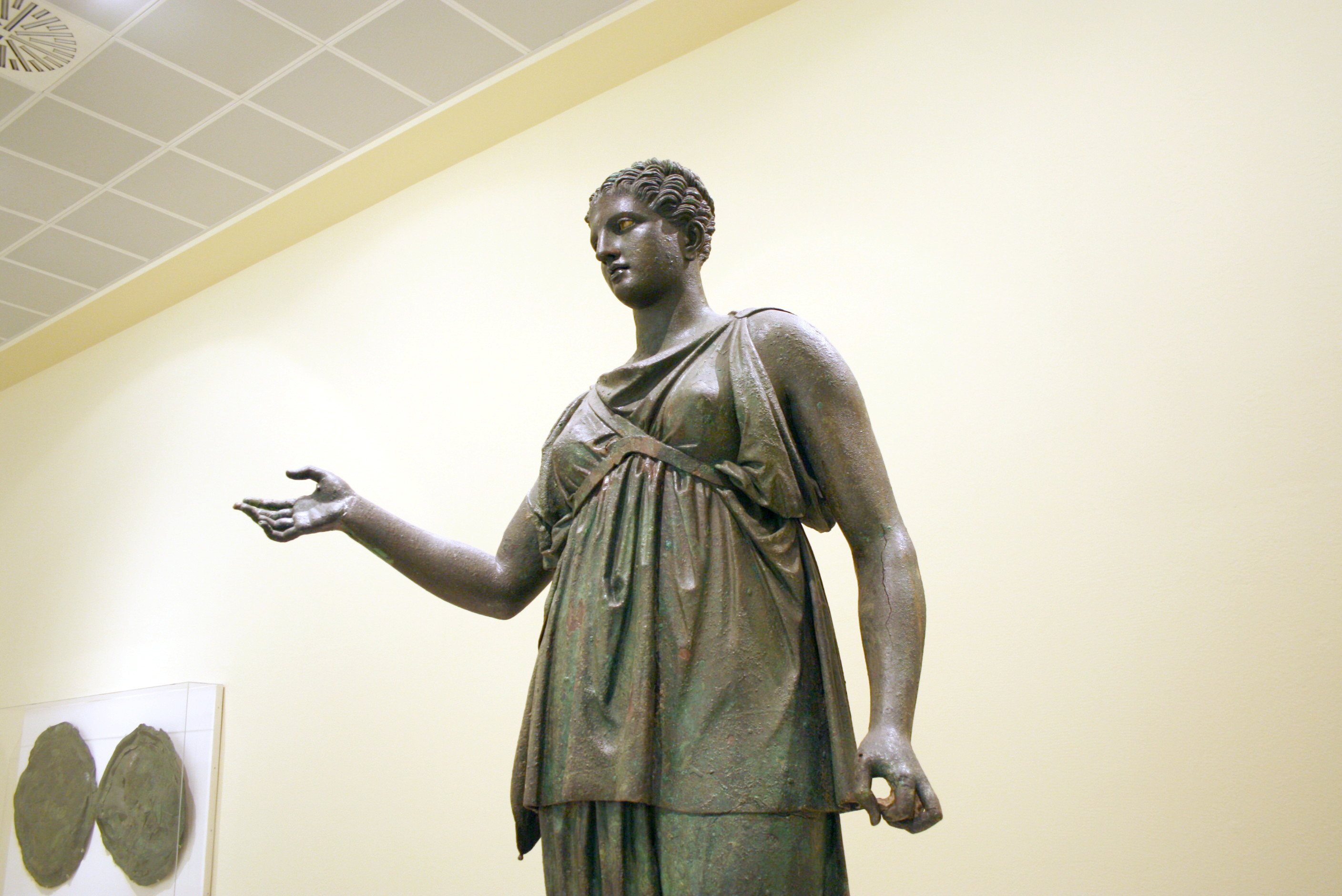
Артеміда з Пірею
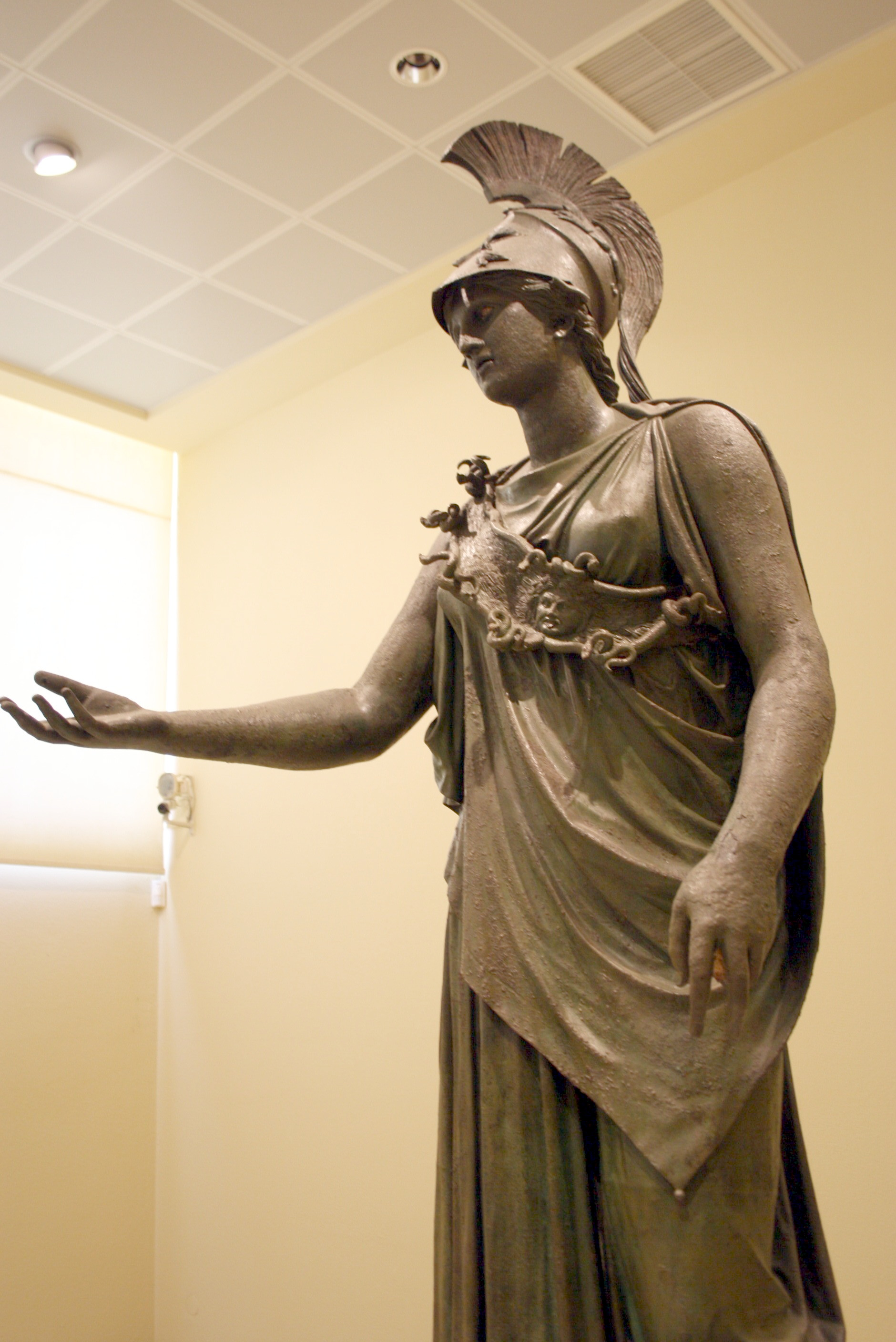
Афіна з Пірея, бронза, знахідка 1959 року. Музей в Піреї, Афіни